# Вила Бургундска
Вила Бургундска или Прованска (на френски: Willa de Provence; на английски: Guilla Burgundy; † пр. 924) франкска кралица, съпруга на Рудолф I, краля на Бургундия и на бъдещия крал на Италия Хуго I.

## Биография
Родена е около 873 година. Дъщеря е на Бозон Виенски от Прованс († 1 ноември 887), крал на Долна Бургундия от 879 г. и на Ерменгарда Италианска, дъщеря на император Лудвиг II (Каролинги) и на Енгелберга (от Супонидите). Сестра е на Лудвиг III Слепи, император на Свещената римска империя (от 901/902 до 905 г.).
Вила се омъжва през 885 г. за Рудолф I († 912) от стария бургундски клон на Велфите, който е 872 г. маркграф на Горна Бургундия (Transjurana), от 878 г. граф, от 888 до 912 г. крал на Горна Бургундия. Двамата имат четири деца:
- Рудолф II (* 880~905; † 11 юли 937) 912 г. крал на Бургундия, 912/925 г. крал на Италия, ∞ 922 г. за Берта Швабска († 2 януари 966), дъщеря на Бурхард II херцог на Швабия (Бурхардинги)
- Лудвиг, 920/929 г. граф в Тургау, ∞ за Едгифа, дъщеря на крал Едуард Стари от Англия
- Валдрада, ∞ между 921 и 17 юли 923 г. за Бонифац II († юли/декември 953), херцог и маркграф на Сполето 945 г.
- Юдит, 929

Вила се омъжва след смъртта на Рудолф I през 912 г. за втори път за граф Хуго от Виен, който става през 924 г. крал на Долна Бургундия, а през 926 г. като Хуго I крал на Италия.
Вила умира през 924 г. и Хуго се жени за Алда Стара (* 910; † пр. 932).